# Emil Alphons Rheinhardt

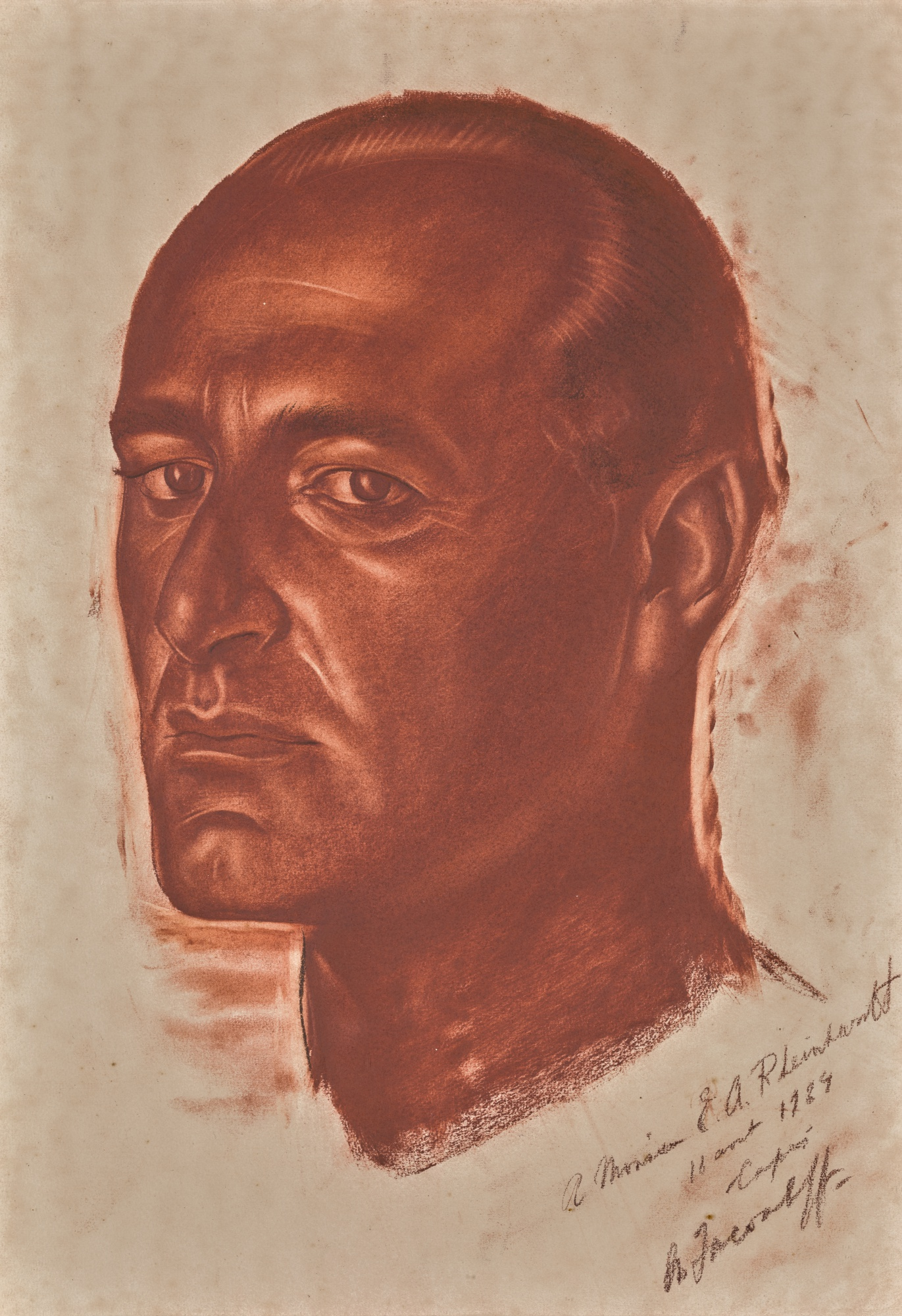
Emil Alphons Rheinhardt (Alexander Jewgenjewitsch Jakowlew, 1929)

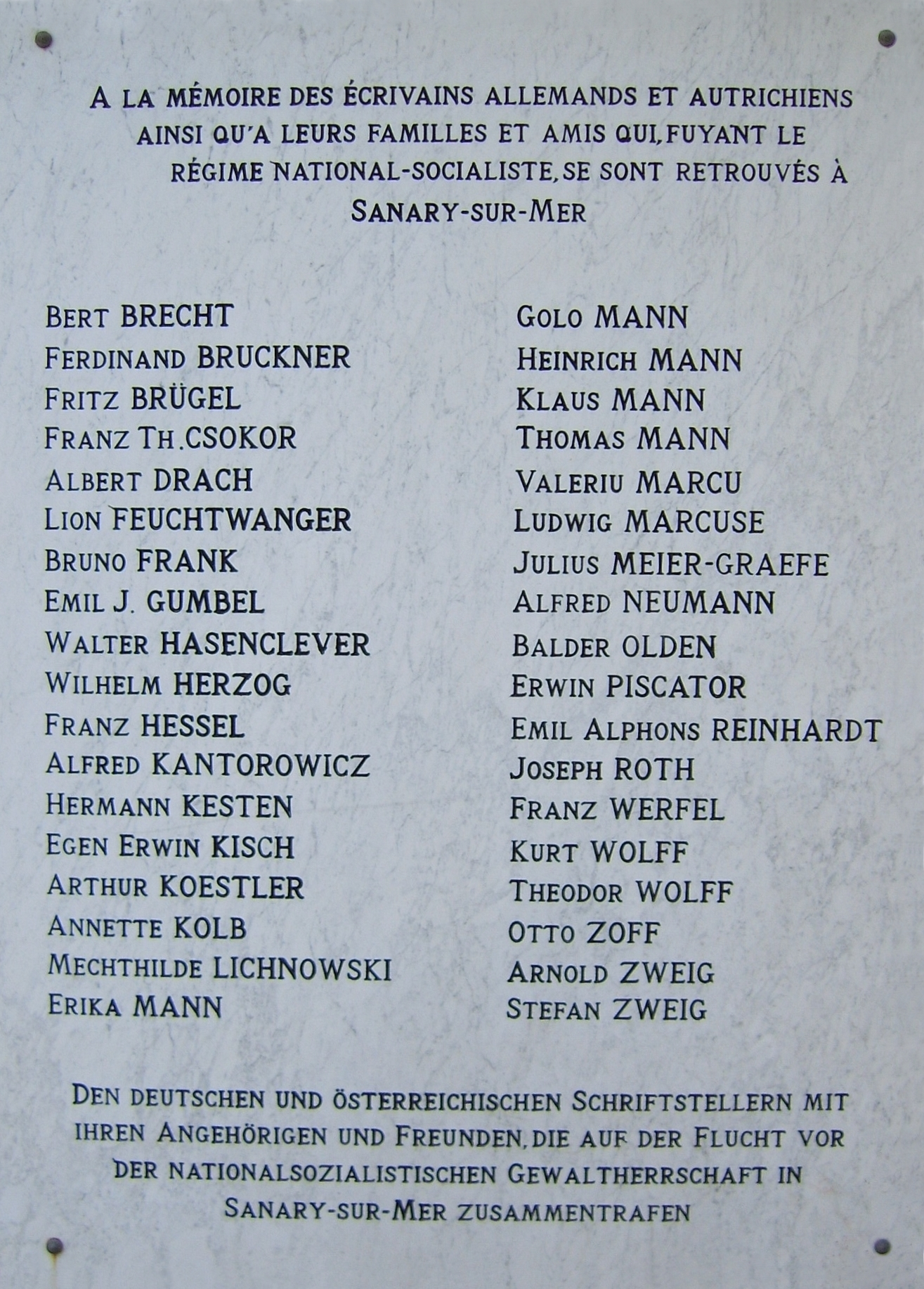
Gedenktafel für die deutschen und österreichischen Flüchtlinge in Sanary-sur-Mer, unter ihnen Emil Alphons Rheinhardt

Emil Alphons Rheinhardt (geboren 4. April 1889 in Wien, Österreich-Ungarn; gestorben 25. Februar 1945 im KZ Dachau) war ein Lyriker des Wiener Expressionismus, Lektor und Schriftsteller.

## Leben
Der Vater Paul Gustav Rheinhardt von Rheinsberg (1853–1934) war als Übersetzer, Redakteur, Herausgeber und Schriftsteller wirtschaftlich wenig erfolgreich. Seine Mutter war eine italienische Adlige. Rheinhardt hatte drei Geschwister. Für die Matura musste er nach mühsamen Klassenwiederholungen in verschiedenen Wiener Gymnasien, auch das Akademische Gymnasium besuchte er nur ein Jahr, in die südmährische Provinz nach Lundenburg ausweichen. Das danach aufgenommene Medizinstudium führte er nicht zu Ende. Stattdessen nahm ihn seine literarische Arbeit in Anspruch, er wurde Mitglied des „Akademischen Verbandes für Literatur und Musik“ und er begann zu veröffentlichen. In seinen Gedichten knüpfte er an die Bildsprache des Symbolismus an.
Im Krieg war er zunächst Sanitätssoldat in der Gegend von Triest und seit dem 10. Juni 1916 in der Propagandaabteilung des Kriegsarchivs, einen Tag nachdem Rainer Maria Rilke diese Funktion verlassen hatte. Dort arbeitete er unter anderem mit Theodor Csokor zusammen. Anfang 1918 war er ein Redakteur in der von Jakob Moreno herausgegebenen, kurzlebigen Zeitschrift Daimon. Rheinhardt veröffentlichte 1919 seinen Gedichtband Tiefer als Liebe bei S. Fischer.
Im Jahr 1920 zog er als Lektor im 3-Masken-Verlag nach München um. Seine zweite Frau Gertrude Felice von Landesberger (spätere Felice Wolmut, 1889–1989) fertigte Balzac-Übersetzungen an, die unter seinem Namen veröffentlicht wurden. Ab 1924 lebte er dann vier Jahre in Livorno und schrieb dort und in Rom die Biografie der Eleonora Duse, sein erfolgreichstes Buch. Im Nachwort bedankte er sich bei Baronin Erica Behr, die als seine Sekretärin ihn während und auch nach seiner dann noch dritten, ebenfalls geschiedenen Ehe begleitet hat.
Von Italien zog er 1928 an die Côte d’Azur und schrieb den literarischen Moden folgend große Biografien, über Napoléon III. (1930), Joséphine de Beauharnais (1932) und Heinrich IV. (1935), ohne allerdings damit die Anerkennung der Kritik zu finden. 1929 gab er die erste deutsche  Auswahl des Slowenen Ivan Cankar heraus (Übersetzung: Gusti Jirku).
Nach der Machtübergabe in Deutschland gewährte der „konservativ“ (so Kantorowicz) eingestellte Rheinhardt deutschen Flüchtlingen (so Golo Mann) und Spanienkämpfern (so Bodo Uhse), die ihn besuchten, Gastfreundschaft, doch erst nach dem Anschluss Österreichs an das Deutsche Reich wachte er politisch auf und gründete mit Robert Musil, Franz Werfel, Joseph Roth, Alfred Polgar und Bruno Walter in Paris die „Liga für das geistige Österreich“.
Bei Kriegsausbruch wurde auch er in Les Milles interniert, die französische Staatsbürgerschaft hatte er, obwohl er sich nun schon über zehn Jahre in Frankreich aufhielt, nicht bekommen. Nach der französischen Kapitulation zog es ihn wieder in sein Haus in Le Lavandou, das nun in Vichy-Frankreich lag, andere Internierte versuchten zu emigrieren, er bekam für die Vereinigten Staaten kein Visum.
Am 11. November 1942 wurde auch sein Wohnort von den Italienern besetzt. Diese verhafteten ihn am 28. April 1943 wegen Beteiligung am französischen Widerstand. Die Italiener schleppten ihn durch die Gefängnisse in Hyères, Nizza, Menton und Les Baumettes. Er begann nun ein Tagebuch zu schreiben, welches Erica de Behr gerettet hat, das aber erst 2003 veröffentlicht wurde. Nach dem Sturz Mussolinis übernahmen die Deutschen die Herrschaft auch in diesem Teil Frankreichs, und Rheinhardt wurde an die deutsche Gestapo übergeben. Diese transportierte ihn am 2. Juli 1944 von Marseille nach Dachau, wo er am 5. Juli 1944 eintraf. Der Mitgefangene Nico Rost kannte ihn schon aus Berlin und führte mit ihm Gespräche und konnte so später über seine letzten Monate und die Umstände seines Todes an Fleckfieber berichten.
Sein Wohnort Le Lavandou ehrt ihn unter seinen Widerstandskämpfern.

## Werke (Auswahl)
- Tagebuch aus den Jahren 1943/44 : geschrieben in den Gefängnissen der Gestapo in Menton, Nizza und Les Baumettes (Marseille). Hrsg. von Martin Krist, Wien: Turia und Kant, 2003, ISBN 3-85132-337-8
- Stunden und Schicksale, Leipzig, Wien: Heller, 1913
- Das Abenteuer im Geiste, Berlin: S.Fischer 1917
- Tiefer als Liebe : Gedichte, Berlin: Fischer, 1919
- Der schönste Garten : Ein Märchen, mit 4 Orig. Lithogr. von Bohuslav Kokoschka  Wien, Prag, Leipzig, Strache, 1920
- Die unendliche Reihe : Gedichte u. Aufrufe, Nachdr. d. Ausg. Wien, Prag, Leipzig, Strache, 1920, Bibliothek des Expressionismus
- Der junge Helmbrecht, Oper in 1 Vorsp. u. 3 Akten Musik von Julius Zaiczek-Blankenau, Wien, Leipzig: Universal-Edition 1921
- Ferien : Eine Erzählung. Mit 6 Holzschn. [Taf.] von R. Pajer-Gartegen, Wien ; Leipzig ; München: Rikola Verlag 1922
- Das Leben der Eleonora Duse, Berlin : Suhrkamp, 1943, zuerst 1928 bei S. Fischer, zuletzt wiederaufgelegt in der italienischen Übersetzung bei Mondadori 1958
- Napoleon der Dritte und Eugenie : Tragikomödie e. Kaisertums, Berlin : S. Fischer, Verl., 1930
- Josephine : Eine Lebensgeschichte, Berlin : S. Fischer, Verl., 1932
- Der große Herbst Heinrichs IV., Leipzig ; Wien : Tal, 1935
- Übersetzungen von Honoré de Balzac, Rudyard Kipling, Gustave Flaubert, Francis Jammes

### Paul Gustav Rheinhardt
- Literatur von und über Paul Gustav Rheinhardt im Katalog der Deutschen Nationalbibliothek
- Paul Gustav Rheinhardt bei der ÖNB
- Paul Gustav Rheinhardt im Literaturarchiv der Österreichischen Nationalbibliothek